# The Rescue: Travels in Constants 21
The Rescue es un EP conceptual por la banda estadounidense Explosions in the Sky, lanzado el 11 de octubre de 2005. 

## Detalles
El álbum fue grabado y mezclado en tan solo dos semanas. La banda no había compuesto ningún material nuevo para este álbum, hasta que pasaron ocho días seguidos escribiendo y finalizando una canción cada día. El resto de las dos semanas se ocuparon de mezclarlo. El álbum es el Volumen 21 en la serie "Travels in Constants" y está disponible solo para la venta vía correo electrónico y en los shows de la banda.
Debido a la demanda de los fanáticos que no pudieron obtener el álbum, The Rescue está disponible como descarga gratuita en el sitio oficial de la banda.
The Rescue fue inspirado durante una gira de la banda, cuando su camioneta se averió en el medio de la ruta. Los miembros de la banda tuvieron que esperar ocho días (de ahí los nombres de cada tema) para que reemplazaran la transmisión (como se describe durante un diálogo en la canción "Day Three"). Ellos tuvieron que pasar esos ocho días en un ático de un desconocido que fue lo suficientemente amable como para permitirles quedarse en su domicilio. Ellos describen la canción "Day Eight" como una "despedida".

## Lista de canciones
1. "Day One" – 4:32
2. "Day Two" – 3:47
3. "Day Three" – 4:34
4. "Day Four" – 3:00
5. "Day Five" – 4:35
6. "Day Six" – 5:18
7. "Day Seven" – 4:23
8. "Day Eight" – 2:35

## Intérpretes

### Explosions In The Sky
- Munaf Rayani – guitarra
- Mark Smith – guitarra
- Michael James – bajo y guitarra
- Chris Hrasky – batería y percusión